# 예브게니 카펠니코프
예브게니 알렉산드로비치 카펠니코프(Yevgeny Aleksandrovich Kafelnikov, 러시아어: Евгений Александрович Кафельников, IPA: [jɪvˈɡenʲɪj ɐlʲɪˈksandrəvʲɪtɕ ˈkafʲɪlʲnʲɪkəf]; 1974년 2월 18일~)는 전 세계 랭킹 1위였던 러시아의 은퇴한 프로 테니스 선수이다.
그는 그랜드 슬램 단식에서 2회 우승했으며(호주 오픈과 프랑스 오픈 각각 1회), 그랜드 슬램 복식에서도 4회 우승했다. 또한 2000년 시드니 올림픽 테니스 종목 남자 단식에서 금메달을 획득했다. 2002년에는 데이비스 컵 러시아 국가대표로 출전하기도 했다. 1996년 프랑스 오픈 단·복식을 모두 석권한 그는 한 그랜드 슬램 대회의 단·복식에서 모두 우승한 마지막 남자 선수이다.